# 히트제조기
《히트제조기》는 MBC 에브리원의 예능프로그램이다.

## 출연자
- 정형돈
- 용준형
- 차훈
- 데프콘
- 엔 (빅스)
- 혁 (빅스)
- 육성재 (비투비)
- 잭슨 (GOT7)
- 권소현
- 리지
- 허영지
- G.NA